# Colleretto Giacosa
Colleretto Giacosa (piemontesisch Corèj Giacosa; früher Colleretto Parella) ist eine Gemeinde in der italienischen Metropolitanstadt Turin (TO), Region Piemont.

## Lage und Einwohner
Colleretto Giacosa liegt knapp 50 km nördlich von Turin.
Die Nachbargemeinden sind Samone, Loranzè, Pavone Canavese, Parella und San Martino Canavese. Das Gemeindegebiet umfasst eine Fläche von 4 km² und hat 585 Einwohner (Stand 31. Dezember 2023).

## Geschichte

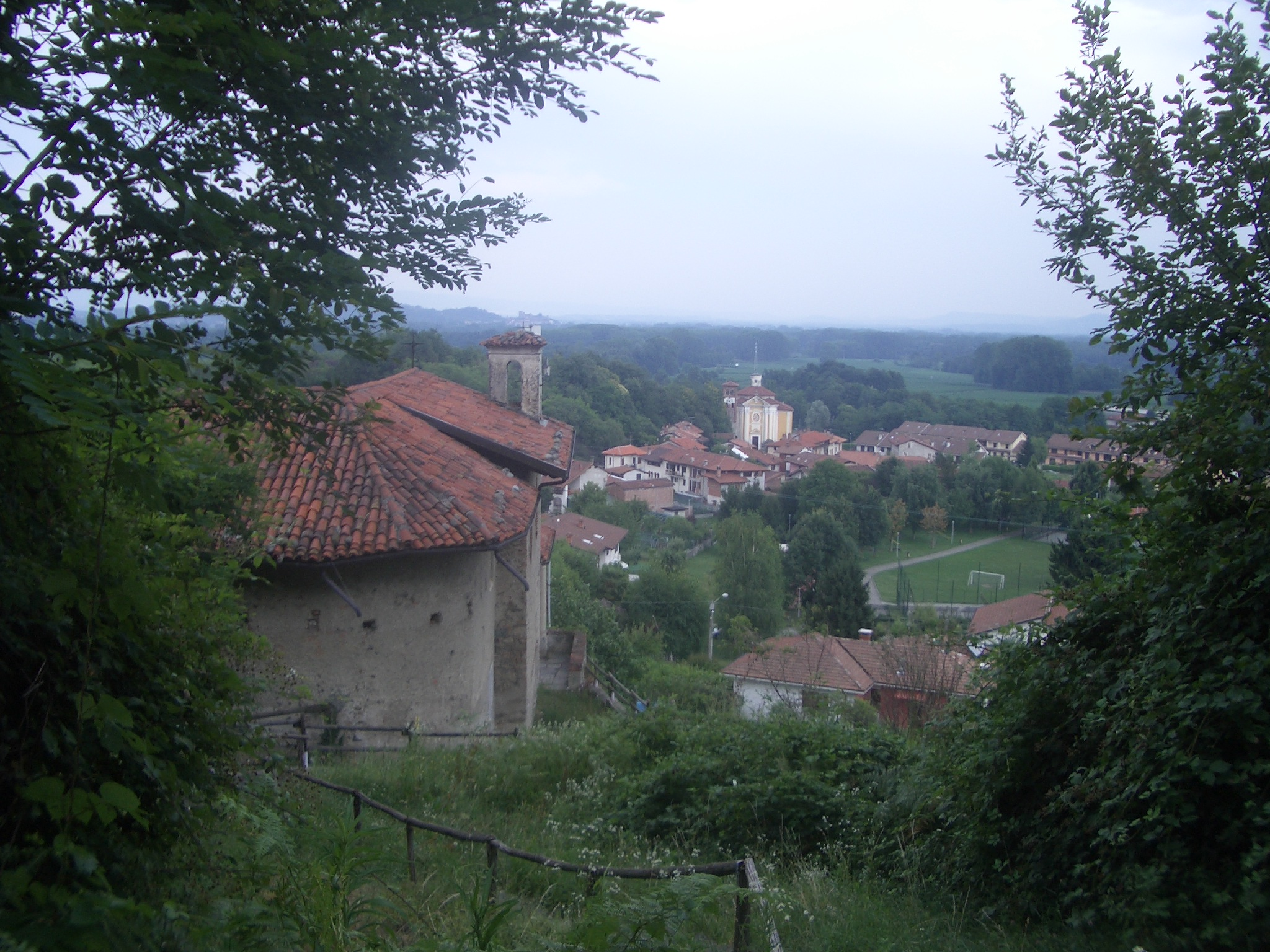
Colleretto Giacosa

Während des Faschismus wurden mit einem königlichen Erlass vom 28. Februar 1929 die Gemeinden Loranzè, Colleretto, Parella, Quagliuzzo und Strambinello zu einer einzigen Gemeinde namens Pedanea zusammengelegt. Nach dem Krieg erlangten die fünf Gemeinden am 23. August 1947 ihre Autonomie wieder zurück.
Der Ort benannte sich, ab 1953, nach ihrem berühmtesten Bürger, Giuseppe Giacosa, von Colleretto Parella in Colleretto Giacosa um.

## Persönlichkeiten
- Giuseppe Giacosa (* 1847, † 1906) war ein italienischer Dichter, Schauspieler und Librettist.